# Keimfarben
Die Keimfarben GmbH (Eigenschreibweise in Versalien) ist ein mittelständisches Unternehmen mit Sitz in Diedorf bei Augsburg. Es gehört zur Unternehmensgruppe der Leonhard Moll AG und ist der weltweit führende Hersteller von Silikatfarben. Gebäude wie das Weiße Haus, der Buckingham Palace, die Oper Sydney, das Bolschoi-Theater und der Kreml sind mit Keimfarben gestrichen.
Firmengründer Adolf Wilhelm Keim gilt als Erfinder der Silikatfarben (Mineralfarben), die Ende des 19. Jahrhunderts das Bau- und Malerhandwerk revolutionierten.

## Geschichte

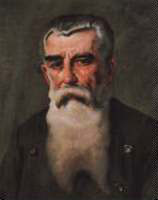
Adolf Wilhelm Keim

Während der Herrschaft König Ludwigs I. von Bayern begann eine intensive Forschungstätigkeit  zum Wasserglas. Der Monarch zeigte sich begeistert von den farbenprächtigen Kalkfresken Norditaliens und wollte diese für Kalkfarben typische Farbenpracht auch im heimischen Bayern genießen können. Das raue deutsche Wetter war allerdings nicht für die in Italien angewandte Technik geeignet.
Dem Handwerker und Forscher Adolf Wilhelm Keim gelang es schließlich, durch die entsprechende  Mischung von flüssigem Wasserglas (Kaliumsilikat) und mineralischen Farbpigmenten eine Farbe zu schaffen, die den Anforderungen des Klimas nördlich der Alpen gewachsen war und gleichzeitig über eine  Farbbrillanz verfügte. Der Grund für die Beständigkeit der Farbe liegt in der chemischen Verbindung des Bindemittels mit dem Untergrund (Verkieselung). 1878 ließ sich Keim seine Mineralfarben patentieren und legte damit den Grundstein für die heutige Keimfarben GmbH. Die erste Produktionsstätte befand sich in der Nähe des Kalksteinbruchs in Offenstetten (heute zu Abensberg gehörend) in Niederbayern.

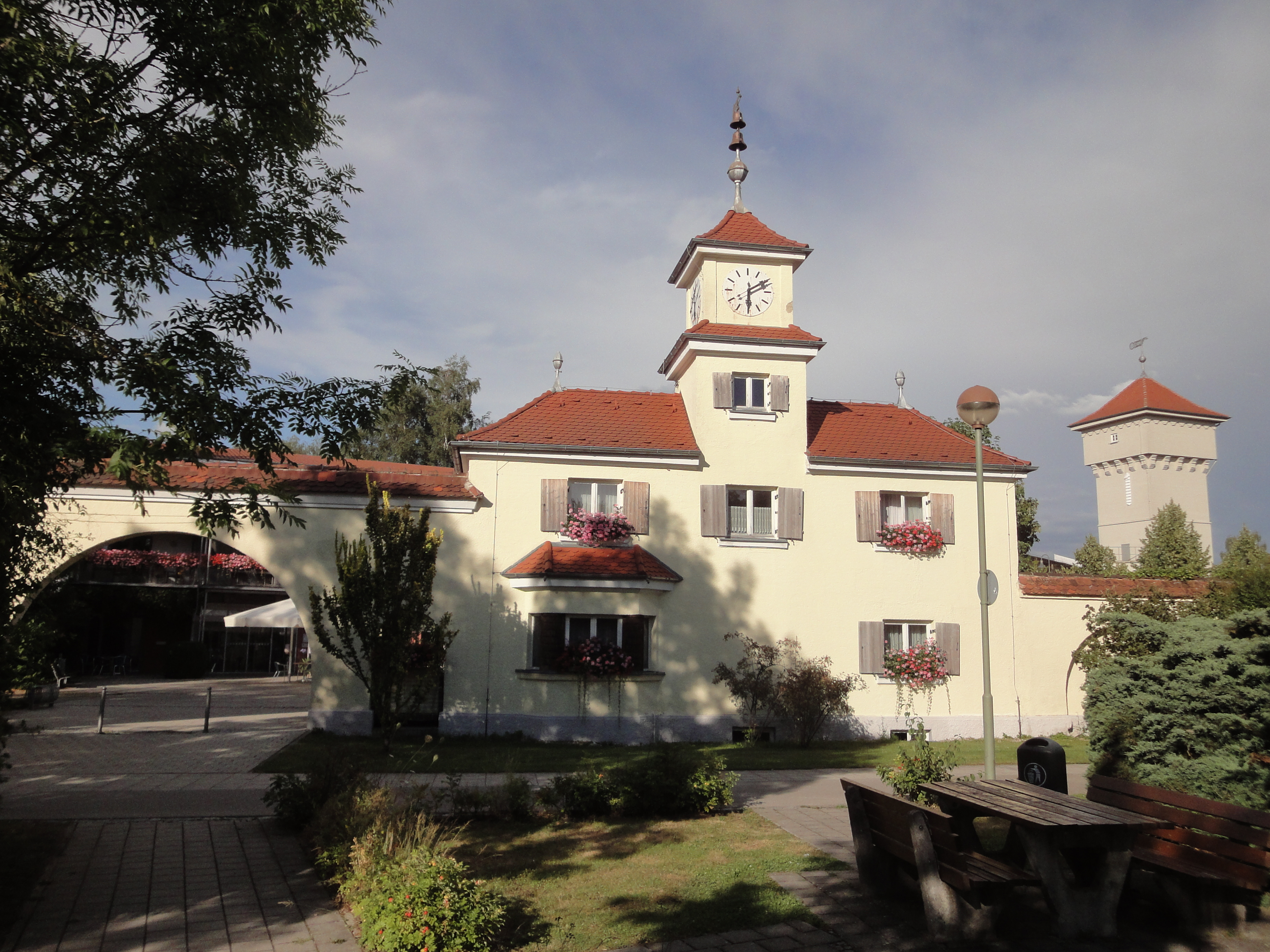
Das Torhaus in Neusäß

Nach dem Ersten Weltkrieg wurde der Betrieb in die Nähe von Augsburg nach Neusäß verlegt und firmierte ab dem 20. Januar 1919 unter Industriewerke Lohwald AG. Der Flurname Lohwald war ein Gemeindeteil von Neusäß. Die Beschäftigtenanzahl lag in den Jahren von 1920 bis 1950 kontinuierlich zwischen 20 und 30. Ab Beginn der 1960er Jahre stieg die Belegschaft auf 60 Personen. Im Jahr 1966 erfolgte eine Umfirmierung in Industriewerke Lohwald Keimfarben GmbH & Co. KG, später in Keimfarben GmbH & Co. KG.
Aufgrund erfolgreicher Expansionen wurde ab Mitte der 1980er Jahre eine Erweiterung der Produktions- und Verwaltungsstätten notwendig, was in Lohwald jedoch baurechtlich nicht mehr möglich war. Vor diesem Hintergrund verlegte das Unternehmen im Jahr 1989 den Firmensitz und die Produktion nach Diedorf. Das Firmengelände in Lohwald wurde im Jahr 1992 von der Stadt Neusäß erworben, die darauf ein Pflegeheim und Seniorenwohnungen baute. Dabei blieb von dem Lohwalder Unternehmensstandort neben dem Straßennamen Keimstraße ein heute unter Denkmalschutz stehendes Gebäudeensemble erhalten, das Torhaus.

## Konzernstruktur

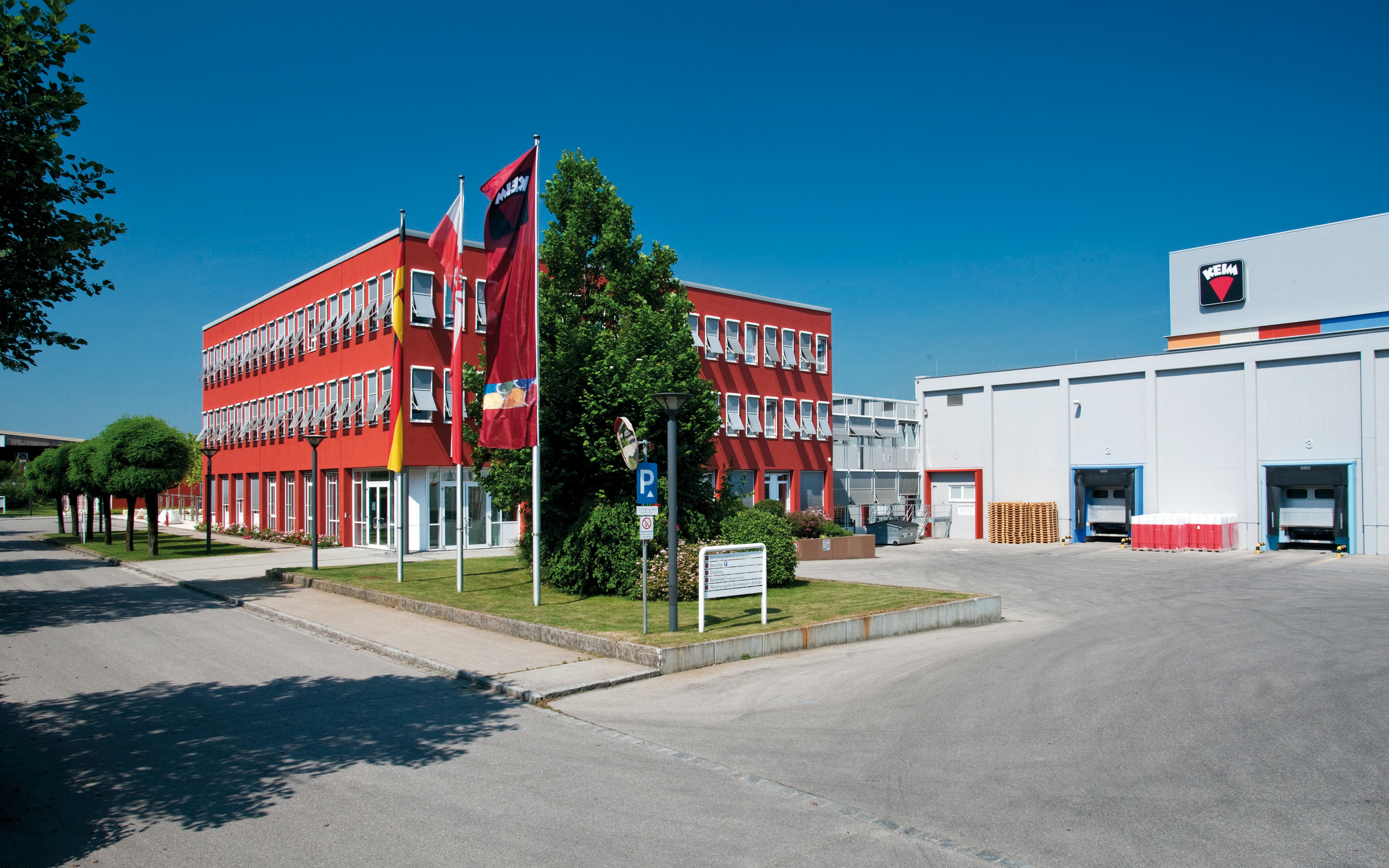
Stammsitz in Diedorf

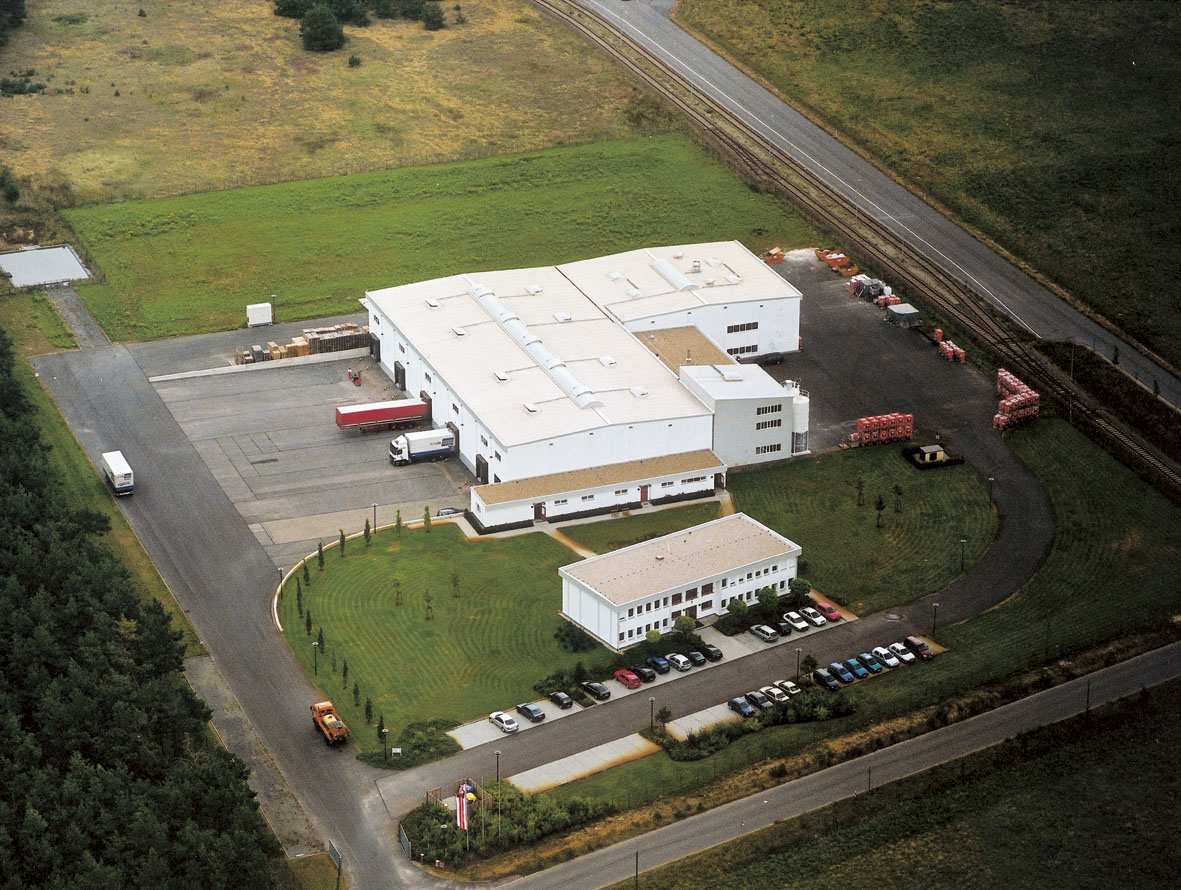
Zweigwerk in Alteno

Keimfarben besitzt zwei deutsche Standorte in Diedorf (Stammsitz) und Alteno/Luckau und ist mit insgesamt elf Auslandstochtergesellschaften in Europa (Österreich, Schweiz, Italien, Frankreich, Spanien, Niederlande, Großbritannien, Skandinavien, Polen, Tschechien) und den Vereinigten Staaten aktiv. In den Ländern, in denen Keimfarben nicht mit einer eigenen Tochtergesellschaft vertreten ist, übernehmen autorisierte Händler den Vertrieb (in Australien, Kanada, China, Singapur, Malaysia und Russland). Die Keimfarben GmbH & Co. KG hat zum 6. September 2012 einen Rechtsformwechsel vorgenommen und firmiert seitdem unter Keimfarben GmbH.

## Produkte
Den Grundstein für den Erfolg von Keimfarben legte Keim 1878 mit KEIM Purkristalat, einer zweikomponentigen reinen Silikatfarbe. 1962 folgte die zweite Generation der Keim-Farben mit Keim Granital, der ersten Dispersionssilikatfarbe, die im Gegensatz zu Purkristalat einkomponentig und daher einfacher zu verarbeiten ist. 2002 dann brachte Keimfarben mit Keim Soldalit eine Sol-Silikatfarbe bzw. Kieselsol-Silikatfarbe (Bindemittel Kieselsol und Wasserglas) auf den Markt, die die Verwendung von Silikatfarben noch universeller und einfacher macht.
Keimfarben produziert Farbsysteme für den Außenbereich und Innenbereich, mineralische Putze und Spachtelmassen, Naturstein-Instandsetzungssysteme, Wärmedämm-Verbundsysteme sowie Betoninstandsetzung, -Oberflächenschutz und hölzerne Oberflächen.